# Nederlandse Publieke Omroep
Stichting Nederlandse Publieke Omroep (часто скорочується до NPO, дослівно «Голландський громадський мовник») або Голландський фонд громадського мовлення — це нідерландська громадська організація мовлення, яка адмініструє послуги суспільного мовлення в Нідерландах. NPO також є власником ліцензії на радіочастотний спектр та загальнодоступних частот DVB-T та DAB +.

## Закон про ЗМІ 2008 р.
Згідно зі статтею 2.2 Голландського закону про ЗМІ від 2008 року, NPO було призначено керівною організацією системи суспільного мовлення Нідерландів до 2020 року. На чолі організації стоять два органи: Рада директорів, яка управляє всією державною системою телерадіомовлення, і наглядова рада.

## Історія
До реорганізації у 2000-х роках голландською системою суспільного мовлення керувала інша громадська організація мовлення, Nederlandse Omroep Stichting (NOS).
18 травня 2019 року, після перемоги Нідерландів на Євробаченні-2019 з піснею Дункана Лоуренса «Аркада», було оголошено, що Нідерланди та NPO (з державними мовниками AVROTROS та NOS) приймуть Євробачення-2020 у Роттердамі; пізніше конкурс був скасований через пандемію COVID-19, а Роттердам згодом був збережений як господар для конкурсу наступного року. 

## Завдання
Завданнями NPO є:
- Сприяння співпраці та згуртованості між національними мовниками
- Надання мовникам ефірного часу / простору в ЗМІ
- Розподіл бюджету між мовниками
- Забезпечення розповсюдження (продажів) та підтримки субтитрів для мовників
- Проведення незалежних досліджень якості та іміджу споживачів радіо, телебачення та вебплатформ [2]

## Представництво в міжнародних організаціях
NPO є активним членом Європейського мовлення. 

## Нагороди
У 2013 році NPO став переможцем премії Prix Europa за найкращий сценарій телевізійного фантастичного фільму новачка (за сценарій фільму «Розквіт Еви Ван Енд», написаного Енн Барнхорн у співпраці з NPO). 